# Регби в Великобритании
Регби в Великобритании считается одним из ведущих национальных игровых видов спорта наравне с футболом, крикетом и хоккеем на траве. Регби широко распространён в Англии, Уэльсе, Шотландии и обеих частях Ирландии (Северной Ирландии и Республике Ирландия). Изобретателем регби традиционно считается Уильям Уэбб Эллис, который в 1823 году впервые нарушил действовавшие тогда правила футбола, заполучив некое несправедливое преимущество. В 1871 году был основан Регбийный союз Англии, ставший первой руководящей регбийной организацией в мире.
В наши дни в Великобритании действуют отдельные регбийные союзы в каждой её части, за исключением Северной Ирландии, регби в которой курируется Ирландским регбийным союзом. Регбийные союзы отвечают за образование национальных сборных и их участие в международных турнирах. При этом каждые 4 года созывается объединённая сборная Великобритании и Ирландии «Британские и ирландские львы», а на Олимпиадах в турнирах по регби-7 выступает объединённая Сборная Великобритании по регби.